# Carmen Romero (atleta)
Carmen Romero Ferrer (Santiago di Cuba, 6 ottobre 1950) è un'ex discobola cubana.

## Palmarès
| Anno | Manifestazione      | Sede              | Evento           | Risultato | Misura  | Note                           |
| ---- | ------------------- | ----------------- | ---------------- | --------- | ------- | ------------------------------ |
| 1971 | Giochi panamericani | Cali              | Lancio del disco | Oro       | 57,20 m | Record dei Giochi Panamericani |
| 1975 | Giochi panamericani | Città del Messico | Lancio del disco | Oro       | 60,16 m | Record dei Giochi Panamericani |
| 1976 | Olimpiadi           | Montréal          | Lancio del disco | 9ª        | 61,18 m |                                |
| 1979 | Giochi panamericani | San Juan          | Lancio del disco | Oro       | 60,58 m | Record dei Giochi Panamericani |
| 1980 | Olimpiadi           | Mosca             | Lancio del disco | 10ª       | 60,86 m |                                |